# Canalispira
Canalispira is een geslacht van weekdieren uit de klasse van de Gastropoda (slakken).

## Soorten
- Canalispira attentia (Laseron, 1957)
- Canalispira aurea Garcia, 2006
- Canalispira fallax (E. A. Smith, 1903)
- Canalispira fluctuata McCleery & Wakefield, 2007
- Canalispira hoffi (Moolenbeek & Faber, 1991)
- Canalispira infirma (Laseron, 1957)
- Canalispira kerni García, 2007
- Canalispira lipei García, 2007
- Canalispira minor (Dall, 1927)
- Canalispira olivellaeformis Jousseaume, 1875
- Canalispira replicata (Melvill, 1912)
- Canalispira shacklefordi (Preston, 1915)
- Canalispira umuhlwa Kilburn, 1990